# Aviron aux Jeux du Commonwealth
Les compétitions d'aviron font partie du programme des Jeux du Commonwealth. Cette discipline fait partie des sports présent lors de l'édition inaugurale des Jeux de l'Empire britannique de 1930 à Hamilton. La dernière présence a lieu en 1986 à  Édimbourg.

## Éditions
| Jeux | Année | Cité hôte | Pays hôte        | Meilleure nation |
| ---- | ----- | --------- | ---------------- | ---------------- |
| I    | 1930  | Hamilton  | Canada           | Angleterre       |
| III  | 1938  | Sydney    | Australie        | Australie        |
| IV   | 1950  | Auckland  | Nouvelle-Zélande | Australie        |
| V    | 1954  | Vancouver | Canada           | Nouvelle-Zélande |
| VI   | 1958  | Cardiff   | Pays de Galles   | Angleterre       |
| VII  | 1962  | Perth     | Australie        | Angleterre       |
| XIII | 1986  | Édimbourg | Écosse           | Angleterre       |

## Médailles par pays
à jour après les Jeux de 2018
| Rang  | Nation           | Or | Argent | Bronze | Total |
| ----- | ---------------- | -- | ------ | ------ | ----- |
|       | Australie        | 16 | 10     | 8      | 34    |
|       | Angleterre       | 13 | 12     | 14     | 39    |
|       | Nouvelle-Zélande | 9  | 14     | 7      | 30    |
|       | Canada           | 7  | 7      | 9      | 23    |
|       | Pays de Galles   | 0  | 1      | 1      | 2     |
|       | Guyana           | 0  | 0      | 1      | 1     |
|       | Écosse           | 0  | 0      | 1      | 1     |
|       | Afrique du Sud   | 0  | 0      | 1      | 1     |
| Total | Total            | 45 | 44     | 42     | 131   |